# Instituto Nacional de Deportes, Educación Física y Recreación (Cuba)
El Instituto Nacional de Deportes Educación Física y Recreación de la República de Cuba, conocido por el acrónimo INDER, es el equivalente a un Ministerio del Deporte en Cuba.

## Historia
En 1937 se fundó en Cuba la Dirección Nacional de Deportes. Con el triunfo de la Revolución cubana, en 1959, se decidió reorganizar dicho organismo y, finalmente, se fundó el Instituto Nacional de Deportes Educación Física y Recreación (INDER), el 23 de febrero de 1961, el cual continúa existiendo hasta la actualidad. El INDER tiene el rango equivalente a un ministerio y forma parte del Consejo de Ministros de Cuba. Es dirigido por un presidente.

## Presidentes
- José Llanusa Gobel (1961-1965). Designado Ministro de Educación.
- Jorge García Bango (1965-1980)
- Carlos Galván Vila (1980-1985)
- Conrado Martínez Corona (1985-1994). Elegido Presidente la Asamblea Provincial de Ciudad de La Habana
- Reynaldo González López (1994-1997)
- Humberto Rodríguez González (1997-2005)
- Julio Christian Jiménez Molina (2005-2014)
- Antonio Eduardo Becali Garrido (2014-2019)
- Osvaldo Caridad Vento Montiller (2019-en el cargo)